# Gouvernement Brjansk
Het gouvernement Brijansk (Russisch:  Брянская губерния; Brijanskaja goebernija) was een gouvernement (goebernija) van de Russische Socialistische Federatieve Sovjetrepubliek. Het gouvernement bestond van 1920 tot 1929. Het gouvernement ontstond uit het gouvernement Kaloega en het gouvernement Orjol. Het gouvernement ging op in de Westelijke Oblast van de Russische Socialistische Federatieve Sovjetrepubliek. De hoofdstad was Brjansk.